# Le Mesnil-sous-Jumièges
Le Mesnil-sous-Jumièges là một xã thuộc tỉnh Seine-Maritime trong vùng Normandie miền bắc nước Pháp.